# Slam Dunk
Slam Dunk (スラム ダンク, Suramu Danku) és una sèrie manga formada per 31 volums, creat per l'autor japonès Takehiko Inoue. Fou publicada a la revista Shūkan Shōnen Jump des de l'any 1990 fins al 1996, adquirint un gran èxit general. La sèrie narra la història d'un estudiant de secundària, Hanamichi Sakuragi, que pateix una sèrie de carbasses fins que un dia coneix a una noia a qui la fascina el bàsquet. A causa d'això, Hanamichi fingirà ser un esportista i s'inscriurà en el club de bàsquet del col·legi amb l'esperança de poder impressionar-la i sortir amb ella. Tot i que amb el temps descobrirà en el bàsquet un esport que l'exigirà i el posarà a prova fent que doni el millor d'ell. La sèrie barreja dosis de comèdia, esport i lliçons d'autosuperació.
Fou adaptada a la seva versió anime per la Toei Animation i estrenada l'any 1993; degut al seu èxit, fou distribuïda ràpidament a l'Àsia i Europa, aconseguint una gran acceptació per part del públic.

## Manga
Slam Dunk va aparèixer publicat per primera vegada l'any 1990 en el número 42 de les pàgines de la revista setmanal Shonen Jump, publicant-se'n l'últim capítol el 1996. Així doncs, els capítols van ser recopilats en 31 volums i van tenir una gran acollida pel públic cosa que comportà l'èxit del manga al Japó i la venda de 2 milions de còpies dels primers volums.
En aquest manga, cal destacar l'amor a l'esport que arriba a transmetre Inoue, però també l'afany de superació que mostren els personatges i sobretot el gran talent artístic que té l'autor, ja que es basa en un dibuix molt realista i detallat que acaba de fer, del manga, un dels millors que es puguin llegir i que t'acosti al món de l'esport.

## Anime
La major diferència que podem trobar entre el manga i l'anime és que en aquest últim mai es va arribar a emetre el final. Problemes d'Inoue (l'autor) amb la productora van impedir que el manga, a partir del volum 23, no estigués adaptat a l'animació (l'etapa del Campionat Nacional). Això va provocar que al final de l'anime s'afegís el partit del Shohoku contra els jugadors del Shoyo i Ryonan (cosa que no surt en el manga) i altres petites variacions però, en tot cas, no són de gaire importància. A excepció d'això, cal destacar la fidelitat de l'anime en el manga, ja que el segueix en tot moment excepte en aquestes variacions ja esmentades.

## Partits[calcitació]

### Eliminatòries prèvies
Els 68 equips de Kanagawa han de jugar unes eliminatòries directes per a determinar els equips que disputarán la Lliga Final. Els quatre caps de sèrie (Kainan, Shoyo, Ryonan i Takezato) passen directament a la 5a eliminatòria; i els altres 64 equips juguen les primeres rondes per tal d'enfrontar-se als favorits. A la zona del Shohoku (la B) el rival cap de sèrie és el Shoyo (subcampió de la temporada anterior). Per tal d'enfrontar-s'hi, han de superar però primer fins a quatre partits. El Shohoku guanya fàcilment al Miuraday, al Kakuyo, al Kouhata i al Tsukubo, i es prepara per a reptar al Shoyo d'en Fujima per un lloc a la Lliga Final.

### Shohoku vs Shoyo (62-60)
L'equip del Shoyo és un dels més forts de Kanagawa. La temporada anterior va ser el segon classificat i va disputar el Campionat Nacional. La direcció de l'equip li correspon a en Fujima, un base amb un nivell excepcional, que a més a més, exerceix d'entrenador. Però tot i la força que ha estat demostrant el Shohoku fins al moment, en Fujima no surt al cinc inicial. De totes maneres, ràpidament es pot comprovar que el Shoyo compta amb molts altres grans jugadors. Ja a l'inici del partit, en Hanagata (pívot) comença a fer una exhibició del seu talent, i recolzat per l'enorme físic dels altres jugadors, permeten al Shoyo posar-se 0-11. Tanmateix, entre en Rukawa, en Miyagi i en Mitsui, guien el joc del Shohoku i empaten el partit. Però novament apareix en Hanagata, que durant la primera part es mostra molt superior a l'Akagi, i a base de punts i rebots, permet que al descans el Shoyo vagi amb avantatge: 22-31.
El Shohoku comença la segona part amb les piles carregades, i aconsegueix remuntar i posar-se al davant (36-35). És llavors quan entra al partit el jugador estrella del Shoyo, en Fujima. Les seves jugades i assistències tornen a decantar la balança a favor del Shoyo. Els minuts van passant i la diferència ha augmentat fins als nou punts (49-58). Amb en Miyagi i l'Akagi ocupats aturant en Fujima i en Hanagata, la responsabilitat en atac correspon a en Rukawa i en Mitsui. A més a més, el Shoyo fa una defensa en zona, i per evitar els triples, en Hasegawa marca individualment a en Mitsui. En Hasegawa demostra que és un gran defensor i el deixa completament esgotat i fora del partit. Però en aquell moment, en Mitsui treu tota la seva força, supera a en Hasegawa, i amb una sèrie de llançaments deixa el Shohoku a tan sols dos punts (58-60). Els últims 2 minuts seran d'infart. L'atac del Shoyo es veu aturat i en Rukawa aprofita la confusió per realitzar unes últimes jugades espectaculars. En Sakuragui és expulsat per 5 faltes, i a en Mitsui l'han de substituir per esgotament. Tot i això, el Shohoku es concentra en una bona defensa i atura els atacs d'en Fujima i en Hanagata. Un últim llançament errat, dona la victòria ajustadíssima al Shohoku, per un resultat final de: 62-60. El Shohoku es classifica per la Lliga Final juntament amb el Kainan (el campió defensor), el Ryonan i el Takezato.

### Lliga Final
La Lliga Final de Kanagawa la disputen els equips supervivents de les eliminatòries. Es juga amb un format de tots contra tots. L'equip que resulti campió, i també el segon classificat, tindran una plaça al Campionat Nacional.

### Kainan contra Shohoku (90-88)
El primer partit de la Lliga Final, enfronta el campió defensor, el Kainan, contra l'equip revelació de la temporada, el Shohoku, que després de deixar enrere al Shoyo, ha demostrat ser també un dels grans favorits. Des del primer minut, la igualtat és la nota predominant. La gran línia exterior del Kainan (formada per jugadors com en Maki, en Jin, en Kyota i en Miamatsu), es veu compensada per la superioritat de l'Akagi i en Sakuragi a la pintura. L'Akagi es torça el turmell i ha de ser substituït. Llavors però, quan la cosa sembla complicar-se pel Shohoku, apareix en Rukawa i amb una sèrie de gran accions empata el partit abans del descans: 49-49.
L'Akagi reapareix a la segona part, i tot just sortir posa l'equip al davant amb una gran esmaixada. La verdadera força del Kainan però, encara no ha arrencat. En Maki, el millor jugador de Kanagawa (i potser el millor base del país), es carrega l'equip a l'esquena i comença a controlar el joc. A més a més, el jugador més anotador de Kanagawa, en Jin, comença a encistellar sense parar. Això permet al Kainan agafar un cert avantatge al marcador. El Shohoku però no està disposat a rendir-se, i de la mà dels punts d'en Rukawa i dels rebots d'en Sakuragui, segueix estant dins del partit. En un últim minut d'infart, en Sakuragui esmaixa un rebot ofensiu, deixa el Shohoku a només dos punts, i treu la falta personal d'en Maki. Falla expressament el tir lliure perquè l'Akagi agafi el rebot i puguin empatar. En Mitsui (que fa un dels pitjors partits de la temporada, i es veu clarament superat per en Jin) erra el llançament exterior, i tot i que en Sakuragi torna a capturar el rebot, s'equivoca en la passada, i el Kainan s'endú la victòria: 88-90.

### Ryonan contra Takezato (117-64)
A l'altre partit de la jornada, el Ryonan demostra que també és un candidat al títol, i supera amb facilitat a un dèbil Takezato: 117-64.

### Shohoku contra Takezato (120-81)
Partit senzill pel Shohoku contra el dèbil Takezato. L'equip aconsegueix una victòria còmode, tot i que en Sakuragi no juga i l'Akagi es passa molts minuts a la banqueta per no forçar massa. Al final, el marcador és: 120-81.

### Kainan contra Ryonan (89-83)
A l'altre partit, el Kainan té l'opció de tancar la classificació pel Campionat Nacional i de proclamar-se pràcticament campió de Kanagawa, si derrota al Ryonan. Aquests però, guiats pel potencial ofensiu d'en Sendoh, en Fukuda i l'Uozumi, comencen molt forts el partit i arriben a tenir fins a 15 punts d'avantatge. A poc a poc però, el Kainan va posant les coses al seu lloc i ajusta el marcador. A la segona part, comença una nova exhibició de llançaments d'en Jin. Per acabar de rematar-ho, l'Uozumi és expulsat de manera idiota per 5 faltes personals. Això fa que fins i tot la línia interior del Kainan (formada per en Takasago i en Mutou) es mostri superior, i el Kainan es posi al davant. Llavors apareix en Sendoh, l'estrella del Ryonan, que no està disposat a rendir-se. Amb una sèrie de bones accions finals, aconseguix forçar la pròrroga a la desesperada. Al temps extra però, la superioritat física del Kainan es fa evident i, finalment, la victòria no se'ls hi escapa, per un resultat final de: 89-83.

### Kainan contra Takezato (98-51)
En el primer partit de la jornada, el Kainan es proclama justament campió de Kanagawa després de derrotar contundentment al Takezato: 98-51.

### Shohoku contra Ryonan (70-66)
En el partit pel segon lloc, i per la segona plaça al Campionat Nacional, el Ryonan comença novament molt fort, i de la mà del seu "Big-three" agafa avantatge de fins a 11 punts. Gràcies a en Mitsui però (que recobra l'esperit anotador), la diferència al descans acaba estant de només 6 punts: 26-32.
A la segona part, en Rukawa entre en escena i comença a anotar molts de punts. En Sendoh del Ryonan (rival natural d'en Rukawa), també va a la seva i equilibra la balança. Llavors, es produeix el factor clau del partit: el pivot Uozumi del Ryonan comet la quarta falta davant d'en Sakuragi, i l'entrenador no té més remei que asseure'l a la banqueta per a reservar-lo. Això ho aprofita el Shohoku per a carregar al joc a la pintura, on la superioritat de l'Akagi és manifesta. Quan faltava poc temps, la diferència al marcador és abismal favorable al Shohoku: 59-44. El retorn de l'Uozumi a la pista, i el caràcter lluitador d'en Sendoh, retornen l'equilibri a la pista. L'avantatge del Shohoku però, és massa gran, i tot i l'intent de remuntada, finalment, gràcies a un triple d'en Kogure i a una gran esmaixada d'en Sakuragi, el Shohoku tanca el partit al seu favor: 70-66.

### Classificació Lliga Final de Kanagawa
1.- KAINAN 3-0
2.- SHOHOKU 2-1
3.- Ryonan 1-2
4.- Takezato 0-3

## Personatges principals
Vegeu Llista de personatges de Slam Dunk.

## Doblatge al català[1]
| Actor original      | Veu en català   | Personatge         |
| ------------------- | --------------- | ------------------ |
| Takeshi Kusao       | Marc Zanni      | Hanamichi Sakuragi |
| Akiko Hiramatsu     | Iris Lago       | Haruko Akagi       |
| Kiyokuki Yanada     | Àlex Messeguer  | Takenori Akagi     |
| Hikaru Midorikawa   | Aleix Estadella | Kaede Rukawa       |
| Ryôtarô Okiayu      | Toni Pujós      | Hisashi Mitsui     |
| Yoku Shioya         | Ramon Hernández | Ryouta Miyagi      |
| Hideyuki Tanaka     | Toni Mora       | Kiminobu Kogure    |
| Eriko Hara          | Anna Orra       | Entrenadora Ayako  |
| Tomomichi Nishimura | Albert Socias   | Entrenador Anzai   |

## OVAs
1. Sakuragi vs. Oda "Slam Dunk: Sakuragi Hanamichi donata desuka?" (12 març 1994)
2. Al campionat nacional amb en Sakuragi "Slam Dunk: Zenkoku seisha da! Sakuragi Hanamichi omoete (20 agost 1994)
3. La gran crisi del Shohoku "Slam Dunk: Shohoku saidai no kiki! Moeru Sakuragi Hanamichi (4 març 1995)
4. L'ardent estiu d'en Hanamichi i en Rukawa "Slam Dunk: Moeru basukettoman tamashii! Hanamichi to Rukawa no Atsui Natsu (15 juliol 1995)

## Banda sonora
Temes d'obertura (openings)
- Episodis 1 al 61: "Kimi ga suki da to sakebitai" (君が好きだと叫びたい) per BAAD
- Episodis 62 al 101: "Zettai ni dare mo" (ぜったいに 誰も) per ZYYG

Temes de tancament (endings)
- Episodis 1 al 24: "Anata dake mitsumete'ru" (あなただけ見つめてる) per Maki Ôguro
- Episodis 25 al 49: "Sekai ga owaru made wa" (世界が終わるまでは) per Wands
- Episodis 50 al 81: "Kirameku toki ni torawarete" (煌（キラ）めく瞬間（トキ）に捕われて) per Manish
- Episodis 82 al 101 "My friend" (マイフレンド) per Zard